# Stan Golestan
Stan Golestan (n. 7 iunie 1875, Vaslui, Vaslui, România – d. 21 aprilie 1956, Paris, Franța) a fost un compozitor român. 

## Biografie
Stabilit în Franța, la Paris, a studiat compoziție cu Vincent d'Indy, Albert Roussel și Paul Dukas din 1897 pânǎ în 1903. Decide să își facǎ debutul la Paris, unde a fondat revista L'Album Musical în 1905. A primit premiul pentru compoziție George Enescu în 1915. La 18 aprilie 1930 este decorat de Regele Mihai I al României cu Ordinul „Coroana României“ în grad de Comandor. 
Devine critic muzical pentru revista Figaro, lucrând în paralel ca profesor de compoziție la "Școala de Muzică din Paris" -  L'Ecole Normale de musique. 
Muzica sa este în majoritate inspiratǎ din folclorul românesc.

## Lista compoziții
Pentru orchestrǎ:
- 1902 - La Dâmbovita;
- 1902 - Lǎutarul și Cobzarul (dansuri românești);
- 1910 - Simfonia în Sol Minor, în stil romanesc;
- 1912 - Rapsodia Românǎ;
- 1920 - Rapsodia Concertantǎ pentru vioarǎ și orchestrǎ;
- 1933 - Concert Românesc pentru vioarǎ și orchestrǎ;
- 1936 - Concert Moldav pentru violoncel și orchestrǎ;
- 1937 - Pe potecile Carpaților, Concert pentru Pian;
- 1950 - Lǎutarul, pentru vioarǎ și orchestrǎ;

Muzicǎ de camerǎ și pian:
- 1908 - Sonatǎ pentru vioarǎ și pian;
- 1909 - Serenadǎ micǎ pentru instrument mare;
- 1922 - Poeme și peisaje pentru pian;
- 1927 - Cvartetul de coarde n° 1, scris pentru cvartetul LOEWENGUTH;
- 1932 - Arioso et Allegro de concert pentru violǎ și pian sau orchestrǎ;
- 1932 - Sonatinǎ pentru flaut și pian;
- 1932 - Baladǎ româneascǎ pentru harpǎ;
- 1933 - Temǎ, variațiuni și dansuri, pentru pian;
- 1933 sonta for flute and piano
- 1934 -  Cvartet de coarde n° 2, scris pentru cvartetul LOEWENGUTH;

Muzicǎ vocalǎ:
- 1907 - Somnoroase pǎsǎrele (Calme lunaire) pentru voce, flaut și pian;
- 1908 - Sanglots pentru voce și pian;
- 1910 - Poème bleu pentru voce și pian sau orchestrǎ;
- 1921 - Horǎ pentru voce și pian ;
- 1922 - Doine și cântece, Cântece folclorice;